# Panacea salacia
Panacea salacia är en fjärilsart som beskrevs av Hans Fruhstorfer 1915. Panacea salacia ingår i släktet Panacea och familjen praktfjärilar. Inga underarter finns listade i Catalogue of Life.